# Nikko (Automarke)
Nikko war eine japanische Automarke.

## Markengeschichte
Die Marke wurde je nach Quelle 1938 oder 1939 für Automobile auf dem japanischen Markt eingeführt und 1940 wieder eingestellt. Es ist davon auszugehen, dass Teile verwendet wurden, die vom Chrysler-Montagewerk Chrysler Automobile Works nach dessen Schließung übriggeblieben waren. Die Marke JAC verfolgte das gleiche Konzept.

## Fahrzeuge
Im Angebot standen zwei Modelle als Personenkraftwagen. Gemeinsamkeiten waren Frontmotor und Hinterradantrieb. Das Modell 4 hatte einen Vierzylindermotor mit 2199 cm³ Hubraum und 48 PS Leistung. Der Aufbau war eine viertürige Limousine. Die Fahrzeuglänge betrug 420 cm.
Das Modell 6 war etwas länger, wenngleich keine Maße bekannt sind. Es ähnelte einem Dodge von 1938. Die Karosserie war ebenfalls eine Limousine mit vier Türen. Der Sechszylindermotor leistete 90 PS aus 3612 cm³ Hubraum.